# Danh sách bộ phim truyện truyền hình Thái Lan
Đây là danh sách các bộ Lakorn hay Phim truyện truyền hình Thái Lan được xếp theo các năm. Danh sách này chủ yếu các bộ phim phát sóng tại Việt Nam qua các bộ phim phụ đề trên mạng, lồng tiếng trên truyền hình Việt.
Các bộ phim Thái thường phát sóng trên khung giờ vàng vào buổi tối lúc 8h20 hoặc chiếu khung giờ khác nhau qua các đài CH3, OneHD (tiền thân là CH5), CH7, CH9, CH8, GMM25, True4u, PPTV, Workpoint.... 
Đây là một danh sách chưa hoàn tất, và có thể sẽ không bao giờ thỏa mãn yêu cầu hoàn tất. Bạn có thể đóng góp bằng cách mở rộng nó bằng các thông tin đáng tin cậy.

## Thập niên 2000

### Năm 2001
- Dòng máu phượng hoàng / Luerd Hong (CH5) - Namthip Jongrachatawiboon, Nawat Kulrattanarak, Sintiprab Suwannaphim

### Năm 2006
- Khát vọng giàu sang / Talay Rissaya (CH5) - Nawat Kulrattanarak & Namthip Jongrachatawiboon

### Năm 2007
- Con tim sắt đá / Hua Jai Sila (CH5) - Bie Sukrit Wisedkaew & Pitchaya Chaowalit

### Năm 2008
- Lửa hận hóa yêu thương / Jam Leuy Ruk (CH3) -  Atichart Chumnanon & Taksaorn Paksukcharern [1]
- Trận chiến của những thiên thần / Song Kram Nang Fah (CH5) - Namthip Jongrachatawiboon, Nawat Kulrattanarak, Saharat Sangkapreecha [2]
- Thiên đường tội lỗi / Sawan Biang 2008 (CH3) - Theeradej Wongpuapan & Ann Thongprasom
- Yêu dùm cô chủ / Ngao Asoke 2008 (CH5) -   Nawat Kulrattanarak & Kunya Leenuttapong
- Bí mật của siêu sao / Kwarm Lub Kaung Superstar (CH5) - Patiparn Pataweekarn, Namthip Jongrachatawiboon, Phutanate Hongmanop, Chanidapa Pongsilpipat
- Ngày vắng em / Jai Rao (CH3) - Theeradej Wongpuapan & Taksaorn Paksukcharern
- Đêm định mệnh / Kaew Lorm Petch (CH5) - Yuke Songpaisan & Wannarot Sonthichai

### Năm 2009
Con tim băng giá
Vượt qua bóng tối / Artit Ching Duang (CH5) - Phutanate Hongmanop & Namthip Jongrachatawiboon

## Thập niên 2010

### Năm 2010
- Em là... phụ nữ / Dok Ruk Rim Tang (CH5) - Sukrit Wisedkaew & Wannarot Sonthichai

### Năm 2011
- Linh hồn bị đánh tráo / Mia Mai Chai Mai (CH5) - Namthip Jongrachatawiboon, Ornjira Larmwilai, Ratchanont Suprakob, Ruangsak Loychusak
- Tình yêu đam mê / Talad Arom (CH5) - Shahkrit Yamnam & Wannarot Sonthichai
- Cao bồi Bangkok / Tawan Deard (CH3) - Prin Suparat & Urassaya Sperbund
- Trò chơi tình yêu / Game Rai Game Rak (CH3) - Nadech Kugimiya & Urassaya Sperbund
- Hoa hồng của quỷ / Talad Arom (CH5) - Phutanate Hongmanop & Namthip Jongrachatawiboon

### Năm 2012
- Chuyện tình lọ lem / Dork Soke (CH5) - Nawat Kulrattanarak, Lanlalin Tejasa Weckx, Sopitnapa Chumpanee
- Lưới tình Catwalk / Marnya Rissaya (CH5) - Namthip Jongrachatawiboon, Navin Yavapolkul, Savika Chaiyadej
- Cô giúp việc đáng yêu / Tri thức trùm xó bếp / Punya Chon Kon Krua (CH3) - Prin Suparat & Kimberly Ann Voltemas
- Trái tim người thừa kế / Torranee Ni Nee Krai Krong (CH3) - Nadech Kugimiya & Urassaya Sperbund

### Năm 2013
- Xin còn mãi yêu em / Buang Wan Wan  (CH5) - Phakin Khamwilaisak & Warattaya Nilkuha
- Hoàng hôn trên sông Chao Phraya (Nghiệt duyên) / Koo Kam (CH5) - Sukrit Wisedkaew & Nuengthida Sophon
- Dòng đời nghiệt ngã / Pan Ruk Pan Rai (CH5) - Yuthana Puengklarng, Lanlalin Tejasa Weckx, Monchanok Saengchaipiangpen
- Tình yêu quỷ dữ / Marn Kammathep (CH5) - Nawat Kulrattanarak & Monchanok Saengchaipiangpen
- Quý ông nhà Juthathep series: Khun Chai Taratorn (Chuyện tình chàng khảo cổ) (Ch3) - Warintorn Panhakarn & Ranida Techasit
- Quý ông nhà Juthathep series: Khun Chai Pawornruj (Quý cô và chàng ngoại giao) (Ch3) - Tanawat Wattanaputi & Nittha Jirayungyurn
- Quý ông nhà Juthathep series: Khun Chai Puttipat (Bác sĩ Puttipat) (Ch3) - Jirayu Tangsrisuk & Ranee Campen
- Quý ông nhà Juthathep series: Khun Chai Rachanon (Kỹ sư Rachanon) (Ch3) - Tanin Manoonsilp & Natapohn Tameeruks
- Quý ông nhà Juthathep series: Khun Chai Ronapee (Ảo vọng giàu sang) (Ch3) - James Ma & Chalida Vijitvongthong
- Người con gái tôi yêu / Ruk Sutrit (Ch3)-Jirayu Tangsrisuk & Worakarn Rojjanawat
- Tình yêu mong muốn / Rang Pratana (Ch3)-Nadech Kugimiya & Kimberly Ann Voltemas
- Hàng rào tình yêu / Ton Rak Rim Rua (Ch3)-Prin Suparat & Kimberly Ann Voltemas
- Bí mật hoa hướng dương / Maya Tawan (CH3) - Atichart Chumnanon & Urassaya Sperbund
- Bi tình song sinh / Sood Sai Pan (CH5) - Yuthana Puengklarng & Wannarot Sonthichai

### Năm 2014
- Người chồng tuyệt vời / Samee Tee Tra (CH3) - Tanawat Wattanaputi, Chermarn Boonyasak, Warattaya Nilkuha
- Bắt lấy thiên thần / Leh Nangfah (CH5) - Puttichai Kasetsin & Wannarot Sonthichai
- Lửa tình nổi giận / Ruk Ok Rit (CH3) - Tanawat Wattanaputi & Nittha Jirayungyurn
- Ánh dương tình yêu 1: Tình cuối chân trời / Roy Ruk Hak Liam Tawan (CH3) - Natapohn Tameeruks & Mario Maurer
- Ánh dương tình yêu 2: Giấc mộng ban mai / Roy Fun Tawan Duerd (CH3) - Nadech Kugimiya & Urassaya Sperbund
- Hai thế giới, một tình yêu / Pope Rak (CH3) - Prin Suparat & Ranee Campen
- Ảo mộng / Fun Feung (OneHD) - Puttichai Kasetsin & Warattaya Nilkuha

### Năm 2015
- Ngao Jai / Dối tình (OneHD) - Yuthana Puengklarng & Wannarot Sonthichai
- Leh Ratree / Giao dịch tình yêu (OneHD) - Sean Jindachot, Esther Supreeleela, Jespipat Tilapornputt, Keerati Mahapreukpong
- Ngọn gió tình yêu / Lom Son Ruk (CH3) - Nadech Kugimiya, Natapohn Tameeruks & Patricia Tanchanok Good
- Mãi mãi một tình yêu / Neung Nai Suang (CH3) - Jirayu Tangsrisuk & Urassaya Sperbund
- Tình duyên sắp đặt, hôn nhân dối lừa / Jatt Ruk (OneHD) - Sukrit Wisedkaew & Nuengthida Sophon
- Nghịch chiến sinh tử / Tawab Tud Burapha (OneHD) - Nawat Kulrattanarak, Yuke Songpaisan, Jintanutda Lummakanon, Monchanok Saengchaipiangpen
- Ái tình và thù hận / Roy Ruk Raeng Kaen (CH7) - Pataradet Sa-nguankwamdee & Fonthip Watcharatrakul
- Tình yêu duy nhất / Song Huajai Nee Puea Tur (CH3) - Mario Maurer & Chalida Vijitvongthong
- Nàng dâu hoàng gia / Sapai Jao (CH3) - Tanawat Wattanaputi & Pichukkana Wongsarattanasin
- Theo dấu yêu thương / Tam Ruk Kheun Jai (CH3) -  Nadech Kugimiya & Nittha Jirayungyurn

### Năm 2016
- Cô vợ mẫu mực / Padiwarada (CH3) - Jirayu Tangsrisuk & Ranee Campen
- Chỉ vì yêu em / Puer Tur (OneHD) - Puttichai Kasetsin & Esther Supreeleela
- Yêu và hận / Ruen Roi Rak (OneHD) - Phutanate Hongmanop, Namthip Jongrachatawiboon, Yuthana Puengklarng, Nuengthida Sophon
- Khi người đàn ông yêu / Peang Chai Kon Nee Mai Chai Poo Wiset (CH3) - James Ma & Kimberly Ann Voltemas
- Biển lửa / Talay Fai (CH7) - Mick Tongraya & Stephany Auernig
- Dòng máu kiêu hãnh / Luerd Ruk Toranong (Ch3) - Tanawat Wattanaputi & Diana Flipo
- Phản bội / Sanaeha Karm Sen (OneHD) - Phutanate Hongmanop, Ornjira Larmwilai, Namthip Jongrachatawiboon, Chaiyapol Poupart
- Mối hận truyền kiếp / Pit Sawat (OneHD) - Nawat Kulrattanarak & Woranuch Wongsawan
- Cổ tích một chuyện tình / Karn La Krang Neung...Nai Hua Jai (CH7) - Mick Tongraya & Pimprapa Tangprabhaporn
- Yêu dùm cô chủ 2016 / Ngao Asoke 2016 (OneHD) - Sean Jindachot & Esther Supreeleela
- Thay tim đổi phận / Rang Mai Huajai Dem (OneHD) - Teerapat Sajakul, Wannarot Sonthichai, Sopitnapa Chumpanee
- Nữ thần rắn / Nakee (CH3) - Natapohn Tameeruks & Phupoom Pongpanu
- Chuyện tình Nangthip / Nang Ai (CH3) - Warintorn Panhakarn & Nuttanicha Dungwattanawanich
- Sứ giả địa ngục / Phet Tud Phet (CH7) - Sukollawat Kanarot, Usamanee Vaithayanon, Mick Tongraya

### Năm 2017
- Sóng gió cuộc đời / Khluen Cheewit (CH3) - Prin Suparat & Urassaya Sperbund
- Công tử về vườn / Bunlang Dok Mai (CH3) - Mario Maurer & Jarinporn Joonkiat
- Cặp đôi cay như ớt / Koo Za Rod Zab (CH7) - Sukollawat Kanarot & Peechaya Wattanamontree
- Cứu tinh của nàng thiên nga / Buang Hong 2017 (CH3) - Jirayu Tangsrisuk, Kimberly Ann Voltemas, Namthip Jongrachatawiboon
- Móc xích tình duyên / So Sanaeha (CH7) - Saran Sirilak & Pattarasaya Kreursuwansiri
- Duyên nợ tiền kiếp / Tae Pang Korn (OneHD) - Yuke Songpaisan & Wannarot Sonthichai
- Bản lĩnh người vợ / Mia Luang (CH3) - Krissada Pornweroj, Warattaya Nilkuha, Cris Horwang
- Chuyện chàng vệ sĩ và nàng siêu sao / Game Maya (OneHD) - Puttichai Kasetsin & Warattaya Nilkuha
- Massaya, không dám nói yêu anh / Massaya (CH7) - Mick Tongraya & Mookda Narinrak
- Sự hoán đổi diệu kỳ / Leh Lub Salub Rarng (CH3) - Nadech Kugimiya, Urassaya Sperbund, Thanapob Leeratanakajorn
- Ngọn lửa đức hạnh / Plerng Boon (CH3) - Nawat Kulrattanarak, Ranee Campen, Janie Tienphosuwan, Louis Scott
- Em là định mệnh của anh / You're My Destiny (chuyển thể phim Đài Loan) (OneHD) - Sukrit Wisedkaew & Esther Supreeleela
- Yêu trong cuồng hận / Ra Raerng Fai (CH3) - Theeradej Wongpuapan & Woranuch Wongsawan
- Bố bận, bác không rảnh / Por Yung Lung Mai Wahng (CH3) - Tanawat Wattanaputi & Nittha Jirayungyurn
- Chuyện tình bậc đế vương / Rak Nakara (CH3) -  Prin Suparat, Natapohn Tameeruks & Nittha Jirayungyurn
- Ngọn lửa đam mê / Lhong Fai (GMM25), (OneHD) - Pimchanok Leuwisedpaiboon, Mashannoad Suvalmas, Pathompong Reonchaidee, Chutavuth Pattarakampol, Pidsanu Nimsakul & Chicha Amatayakul

### Năm 2018
- Tình khúc bi ai / Mae Ai Sae Eun (CH7) - Akkaphan Namart & Fonthip Watcharatrakul
- Ngược dòng thời gian để yêu anh / Bpoop Phaeh Saniwaat (CH3) - Ranee Campen & Tanawat Wattanaputi
- Một mảnh đất, một bầu trời / Nueng Dao Fah Diew (CH3) - Jirayu Tangsrisuk & Natapohn Tameeruks
- Sự thỏa hiệp của con tim / Sampatan Hua Jai (CH7) - Sukollawat Kanarot & Varitthisa Limthammahisorn
- Sức hút nàng lọ lem / Sanae Rak Nang Sin (CH3) - Teeradetch Metawarayut & Ranida Techasit
- Đùa yêu / Pantagarn Ruk (CH7) - Artit Tangwiboonpanit & Mookda Narinrak
- Duyên trời định / The Crown Princess / Likhit Rak (CH3) - Urassaya Sperbund & Nadech Kugimiya
- Làm vợ thời nay / Mia 2018 (chuyển thể phim Đài Loan) (OneHD) - Namthip Jongrachatawiboon, Nawat Kulrattanarak, Marie Broenner, Thanapat Kawila
- Trò chơi tình ái / Game Sanaeha (CH3) - Jirayu Tangsrisuk & Natapohn Tameeruks
- Cô dâu bất đắc dĩ / Jao Sao Jum Yorm (CH7) - Mick Tongraya & Fonthip Watcharatrakul
- Chẳng phải định mệnh của nhau / Prom Mai Dai Likit (OneHD) - Sukrit Wisedkaew & Esther Supreeleela
- Mệnh lệnh thần tình yêu / Prakasit Kammathep (CH3) - Pichukkana Wongsarattanasin & Pongsakorn Mettarikanon
- Bẫy tình ngọt ngào / Leh Ruk Bussaba (CH7) - Pataradet Sa-nguankwamdee & Pattarasaya Kreursuwansiri
- Chỉ có tình yêu / Mee Piang Rak (CH3) - Theeradej Wongpuapan & Jarinporn Joonkiat
- Ác mộng tình hồng / Tra Barb See Chompoo (CH3) - Nawasch Phupantachsee & Wansiri Ongumpai
- Mặt nạ thủy tinh / Nakark Kaew (OneHD) - Thanapat Kawila & Aniporn Chalermburanawong
- Cuộc chiến Producer / Song Kram Nak Pun (OneHD) - Metinee Kingpayom, Namthip Jongrachatawiboon, Puttichai Kasetsin

### Năm 2019
- Đơn vị bí mật hoán đổi tình yêu / Nuay Lub Salub Love (CH3) - Warit Sirisantana & Chalida Vijitvongthong
- Chuyện tình nàng phản diện / Nang Rai (CH7) - Tisanart Sornsuek & Kumkrit Piyaphun
- Thầy lang trúng mánh / Thong Ake Mor Yah Tah Chaloang (CH3) - Mario Maurer & Kimberly Ann Voltemas
- Khát vọng giàu sang / Talay Rissaya 2019 (OneHD) - Jespipat Tilapornputt & Wannarot Sonthichai
- Lồng nghiệp chướng / Krong Karm (CH3) - Ranee Campen, Jirayu Tangsrisuk, Mai Charoenpura
- Con tim sắt đá / Hua Jai Sila 2019 (OneHD) - Thanapob Leeratanakajorn & Nopjira Lerkkajornnamkul
- Yêu quá trời / Ruk Jung Aoey (CH3) - Chantavit Dhanasevi & Natapohn Tameeruks
- Lửa tuyết / Fai Hima (CH7) - Louis Hesse & Usamanee Vaithayanon
- Khúc tình ca / Luk Krung (OneHD) - Napat Injaieua & Marie Broenner
- Hồng giáp kim tái sinh / Kularb Krot Petch (CH7) - Kantapong Bamrongrak & Hana Lewis
- Phép thuật tình yêu / Mon Garn Bandan Ruk (CH7) - Mick Tongraya & Maylada Susri
- Hương hoa đạt phước / Klin Kasalong (CH3) - James Ma & Urassaya Sperbund
- Chiếc lá cuốn bay / Bai Mai Tee Plid Plew (OneHD) - Puttichai Kasetsin & Pimchanok Leuwisedpaiboon
- Nợ tình trong lồng lửa / Nee Ruk Nai Krong Fai (CH3) - Theeradej Methawarayuth & Patricia Tanchanok Good
- Anh chàng nhà quê, cô nàng thời thượng / Poo Bao Indy Yayee Inter (CH7) - Sukollawat Kanarot & Stephany Auernig
- Trái tim đấng nam nhi / Hua Jai Look Poochai (CH7) - Hussawee Pakrapongpisan & Tisanart Sornsuek
- Chuyện tình xà nữ / Manee Naka (CH8) - Yuthana Puengklarng, Jira Danbawornkiat, Gaewalin Sriwanna
- Sắc đẹp ẩn giấu / Suay Sorn Kom (CH7) - Saran Sirilak & Karnklao Duaysienklao
- Điệp viên săn mùi / Sai Lub Jub Klin (OneHD) - Wongsakorn Poramathakorn, Marie Broenner, Jespipat Tilapornputt
- Linh hồn tình yêu / Poot Pitsawat (OneHD) - Thanapat Kawila & Anchasa Mongkhonsamai
- Sóng gió song sinh / Song Naree 2019 (CH7) - Peechaya Wattanamontree, Thanwa Suriyajak, Sapol Assawamunkong
- Trái tim chàng dũng sĩ / Suparburoot Jorm Jon: Duang Jai Kabot (CH7) - Pataradet Sa-nguankwamdee & Tisanart Sornsuek
- Nàng công chúa cát / The Sand Princess (GMM25) - Pimchanok Leuwisedpaiboon, Worrawech Danuwong, Chutavuth Pattarakampol
- Đến giờ ám sát / Rerk Sanghan (OneHD) - Sean Jindachot & Camilla Kittivat
- Định mệnh ánh trăng / Likit Haeng Jan (CH3) - Pichukkana Wongsarattanasin & Khanin Chobpradit
- Sức mạnh của nến / Raeng Tian (GMM25) - Wongsakorn Poramathakorn & Chermarn Boonyasak
- Lửa yêu lửa hận / Plerng Ruk Plerng Kaen (CH3) - Pakorn Chatborirak, Warattaya Nilkuha, Sririta Jensen, Prama Imanothai
- Yêu chàng cấp cứu / My Ambulance (OneHD) - Sunny Suwanmethanon & Davika Hoorne
- Vì sao đưa anh tới (phiên bản Thái) / Likit Ruk Karm Duang Dao (CH3) - Nadech Kugimiya & Peeranee Kongthai
- Âm thanh địa ngục / Suparburoot Jorm Jon: Maturot Lohgan (CH7) - Pataradet Sa-nguankwamdee & Mookda Narinrak
- Đại bàng đỏ / Insee Daeng 2019 (CH7) - Akkaphan Namart & Maylada Susri
- Cô dâu gián điệp của tôi / Kao Waan Hai Noo Pen Sai Lub (CH3) - Warintorn Panhakarn & Supassara Thanachart
- Oán tình / Game Rak Ao Keun (GMM25) - Woranuch Wongsawan, Kawee Tanjararak, Way-ar Sangngern, Napapa Thantrakul
- Cuộc chiến Producer 2 / Song Kram Nak Pun 2 (OneHD) - Metinee Kingpayom, Namthip Jongrachatawiboon, Puttichai Kasetsin
- Chàng chiến binh đáng yêu / Yodrak Nakrob (CH7) - Sukollawat Kanarot & Varitthisa Limthammahisorn
- Đứa con của đất / Suparburoot Chao Din (CH7) - Saran Sirilak & Sammy Cowell

## Thập niên 2020

### Năm 2020
- Oán hận phải trả / Ruen Sai Sawart (CH8) - Yardthip Rajpal, Kade Tarntup, Jira Danbawornkiat, Katreeya English
- Biển xanh sâu thẳm / Talay Prae (AmarinTV) - Wongsakorn Poramathakorn & Yongwaree Ngamkasem
- Chiếc bóng tình yêu / Sorn Ngao Ruk (CH3) - Itthipat Thanit & Oranate D. Caballes
- Vũ khúc vân mây / Rabam Mek - Thuchapon K, Yiiiwha Preeyakarn Jaikanta
- Bầu trời tình yêu / Fah Fak Rak (CH3) - Pongsakorn Mettarikanon & Chalida Vijitvongthong
- Cô dâu nhập khẩu / Sapai Import (CH7) - Mick Tongraya & Peechaya Wattanamontree
- Vươn tới những vì sao / Bpai Hai Teung Duang Dao (OneHD) - Atichart Chumnanon, Cris Horwang, Thiti Mahayotaruk, Alisa Kunkwaeng
- Độc xà / Jao Mae Asorapit (OneHD) - Wannarot Sonthichai, Nattaya Tongsen, Norraphat Vilaiphan
- Mái tóc bí ẩn / Pom Arthun (Ch3) - Masu Junyangdikul & Ranida Techasit
- Cánh đồng tình yêu / Toong Sanaeha (CH3) - Jarinporn Joonkiat & Jaron Sorat
- Trở về ngày yêu ấy / Deja Vu (OneHD) - Nawat Kulrattanarak & Esther Supreeleela
- Chiêu trò nguyên thủy / Leh Bunpakarn (CH3) - Jirayu Tangsrisuk & Natapohn Tameeruks
- Giải mã một vì sao / Dung Duang Haruetai (CH3) - Jesdaporn Pholdee & Kimberly Ann Voltemas
- Tình cuối chân trời / Fak Fah Kiri Dao (CH3) - Nawasch Phupantachsee, Inpitar Ronnakiat, Phulita Supinchompoo
- Ánh dương chìm đắm vì sao / Tawan Arb Dao (CH7) - Hussawee Pakrapongpisan, Varitthisa Limthammahisorn, Chiranan Manochaem
- Yêu thầm anh xã / Ok Keub Hak Ab Ruk Khun Samee (CH3) - Prin Suparat & Nittha Jirayungyurn
- Bức màn tình yêu / Marn Bang Jai (CH7) - Sukollawat Kanarot & Mookda Narinrak
- Cánh thiên nga / Peek Hong (CH7) - Krittarit Butprom & Tussaneeya Karnsomnut
- Tình yêu hoán kiếp / Ruk Laek Pop (OneHD) - Thanapat Kawila, Wannarot Sonthichai, Anchasa Mongkhonsamai
- Tiên tri ẩn giấu tình yêu / Payakorn Sorn Rak (CH3) - Jirayu Tangsrisuk & Preechaya Pongthananikorn
- Một nửa hoàn hảo / Mia Archeep (CH3) - Warit Sirisantana & Kannarn Wongkajornklai
- Định mệnh trái ngang / Prom Pissawat (CH7) - Kumkrit Piyaphun & Pimprapa Tangprabhaporn
- Người hùng phương Bắc / Khon Neur Khon (CH7) - Yotsawat Tawapee & Paphada Klinsuman
- May mắn của tôi / My Baep Nee Mai Mee Joo (CH3) - Theeradej Methawarayuth & Chalida Vijitvongthong
- Tên tôi là Bussaba / Chan Cheu Bussaba (OneHD) - Namthip Jongrachatawiboon & Thanapat Kawila
- Mắt xích hận thù / So Wayree (CH7) - Hussawee Pakrapongpisan & Mookda Narinrak
- Ánh dương lòng tôi / Fah Mee Tawan (CH7) - Phattharapon Dejpongwaranon & Ramida Theerapat
- Nghiệp quả công đức / Ngao Boon (CH7) - Akkaphan Namart & Pimprapa Tangprabhaporn
- Ký ức nhạt phai / Kwam Song Jum See Jang (CH3) - Pongsakorn Mettarikanon & Jarinporn Joonkiat
- Kho báu mất tích / Sombat Maha Heng (CH7) - Santiraj Kulnoppakiet & Phatchaya Phiansamoe
- Nguyện tái sinh gần bên em / Kor Kerd Mai Klai Klai Ter (OneHD) - Thanapob Leeratanakajorn & Taksaorn Paksukcharern
- Chiêu trò lừa gạt / Roy Leh Marnya (CH3) - Tanawat Wattanaputi & Ranee Campen
- Ước hẹn tình yêu / Sunya Ruk Sunya Luang (CH3) - Denkhun Ngamnet, Phulita Supinchompoo, Patcharin Jukrairuanpol
- Yêu phải kẻ thù / Jark Sadtroo Soo Hua Jai (CH7) - Mick Tongraya & Patcharapa Chaichua
- Vụ án tình yêu vượt thời gian / Kadee Rak Kham Wela (OneHD) - Sattaphong Phiangphor & Nopjira Lerkkajornnamkul
- Mật mã đố kỵ / Rahut Rissaya (CH7) - Artit Tangwiboonpanit & Paparwadee Chansamorn
- Ngoài vòng luật pháp / Lah Tah Chon (CH7) - Kantapong Bamrongrak & Tussaneeya Karnsomnut
- Miễn bầu trời còn có mặt trời / Trab Fah Mee Tawan (CH3) - Prin Suparat & Supassara Thanachart
- Trái tim đại dương xanh / Neth Mahunnop (OneHD) - Yuke Songpaisan & Esther Supreeleela

### Năm 2021
- Hoàng tử ếch (Thai ver) (OneHD) - Yuke Songpaisan & Wannarot Sonthichai
- Trái tim băng giá / Wong Wien Hua Jai (CH7) - Saran Sirilak & Tisanart Sornsuek
- Cô vợ bắt buộc / Mia Jum Pen (CH3) - Warit Sirisantana & Rinrada Kaewbuasai
- Vì sao lạc / Dao Kon La Duang (CH3) - Warintorn Panhakarn & Suphaphorn Wongthuaithong
- Biển tình dậy sóng / Talay Luang (CH7) - Mick Tongraya & Sammy Cowell
- Trái tim chàng si tình / Duang Jai Nai Montra (CH3) - Phakin Khamwilaisak & Nuttanicha Dungwattanawanich
- Oan gia ngõ hẹp / Koo Kane Saen Ruk (CH7) - Pataradet Sa-nguankwamdee & Mookda Narinrak
- Wanthong (OneHD) - Davika Hoorne, Nawat Kulrattanarak, Shahkrit Yamnam
- Cô nàng đầu bếp của tôi / Mae Krua Khon Mai (CH3) - Vachiravit Paisarnkulwong & Thunyaphat Pattarateerachaicharoen
- Cánh hoa danh vọng / Reya (CH8) - Chermarn Boonyasak & Wongsakorn Poramathakorn
- Trò bịp cuộc đời / Ley Luang (OneHD) - Jespipat Tilapornputt & Fonthip Watcharatrakul
- Tội lỗi bất công / Plerng Barb Ayutthitam (CH3) - Pakorn Chatborirak & Jeena Yeena Salarm
- Ảo ảnh tình yêu / Maya Sanaeha (CH3) - Phupoom Pongpanu & Preechaya Pongthananikorn
- Lạc giữa tình thù / Plerng Prissana (CH7) - Akkaphan Namart & Sammy Cowell
- Tai nạn tình yêu / Ubaat Rai Ubaat Ruk (CH3) -  Masu Junyangdikul & Monchanok Saengchaipiangpen
- Nàng dâu đại gia / Sapai Jao Sua (CH3) - Kanin Stanley & Prima Bhunjaroeun
- Đóa hoa tham vọng / Krachao Seeda (OneHD) - Woranuch Wongsawan, Peter Corp Dyrendal, Jirayu Thantrakul, Atsadaporn Siriwattanakul
- Bão cát / Payu Sai (OneHD) - Thanapat Kawila & Esther Supreeleela
- Hai tình yêu / Song Sanaeha (CH3) - James Ma & Kimberly Ann Voltemas
- Minh châu rực rỡ / Prao Mook (CH3) - Nawasch Phupantachsee & Wansiri Ongumpai
- Bùa yêu trong vũng ngò ôm / Monrak Nong Phak Kayaeng (CH3) - Nadech Kugimiya & Maylada Susri
- Hận tình hoán phận / Kaen Rak Salub Chata (CH3) - Theeradej Methawarayuth, Pichukkana Wongsarattanasin, Wansiri Ongumpai, Khunnarong Prathetrat
- Trò chơi cân não / Mind of Game (OneHD) - Thiti Mahayotaruk & Pattarasaya Kreursuwansiri
- Dare to Love / Hãy để tình yêu phán xét (CH3) - Ranee Campen & Kongthap Peak
- Tình yêu vĩnh hằng / Ruk Nirun Juntra (CH3) - Theeradej Wongpuapan & Preechaya Pongthananikorn
- Nàng rắn / Mae Bia (CH7) - Kantapong Bamrongrak, Tisanart Sornsuek, Kaneungnij Jaksamittanon
- 46 Days / 46 ngày phá nát đám cưới (GMM25) - Pimchanok Leuwisedpaiboon, Chanon Santinatornkul

### 2022
- Sợi dây hoàng lan / Sroi Sabunnga (CH3) - Pimchanok Leuwisedpaiboon, Naphat Siangsomboon
- The Curse of Saree / Saree Yêu Dấu (OneHD) - Pimchanok Leuwisedpaiboon, Sean Jindachot